# Iglesia de San Juan Bautista (Matet)
La Iglesia parroquial de San Juan  Bautista, de Matet, en la comarca del Alto Palancia,  provincia de Castellón, España, es una iglesia, situada en el centro urbano de Matet, en la plaza de la Iglesia nº 1,  catalogada como Bien de Relevancia Local, con código identificativo: 12.07.076-001, según datos de la Dirección General de Patrimonio Artístico de la Generalidad Valenciana.
Pertenece a la Diócesis de Segorbe-Castellón,  y en ella está incluida en el arciprestazgo número uno, La Asunción de Nuestra señora, con centro en Segorbe.

## Descripción
Se trata de un edificio exento, construido en mampostería y piedra angular. La iglesia presenta planta de nave única con la fachada a los pies, y cabecera con ábside. La fachada sigue la línea de la cubierta y presenta una puerta adintelada tipo retablo, que se ve enmarcada por pilastras con remate en un frontón de diseño curvo, en la que destacan los herrajes que son de la época de su construcción.
El campanario de la torre forma parte, al menos su primer cuerpo, de la fachada del edificio. La torre presenta un segundo cuerpo (en el que hay ventanas semicirculares en cada uno de sus laterales) y remate cubierto con tejas cerámicas de color azul.
Respecto al interior, presenta capillas laterales con soportes de muros, pilastras y arcos de medio punto, todo lo cual da pie a la bóveda de cañón que conforma la cubierta interior de la nave única. Esta cubierta presenta lunetos (con ventanas bajo ellos)  en los laterales con los que se da luz natural al interior del espacio. A los pies del templo y elevado, se sitúa el coro.
En cuanto a la decoración, está realizada en escayola policromada, presentando pilastras adosadas en las que se utilizan capiteles compuestos y cuerpo arquitrabado superior que se alarga por todo el templo. En la cornisa se puede observare unos ángeles con rocalla del siglo XVIII, que sirven al tiempo para sustentarla. También hay escayolas en los diferentes tramos y en los extremos de los lunetos. Por último, destacar la existencia de un arco triunfal que presenta decoración sobre la base de roleos, ángeles, así como un escudo con el cordero Pascual situado en el centro del arco.

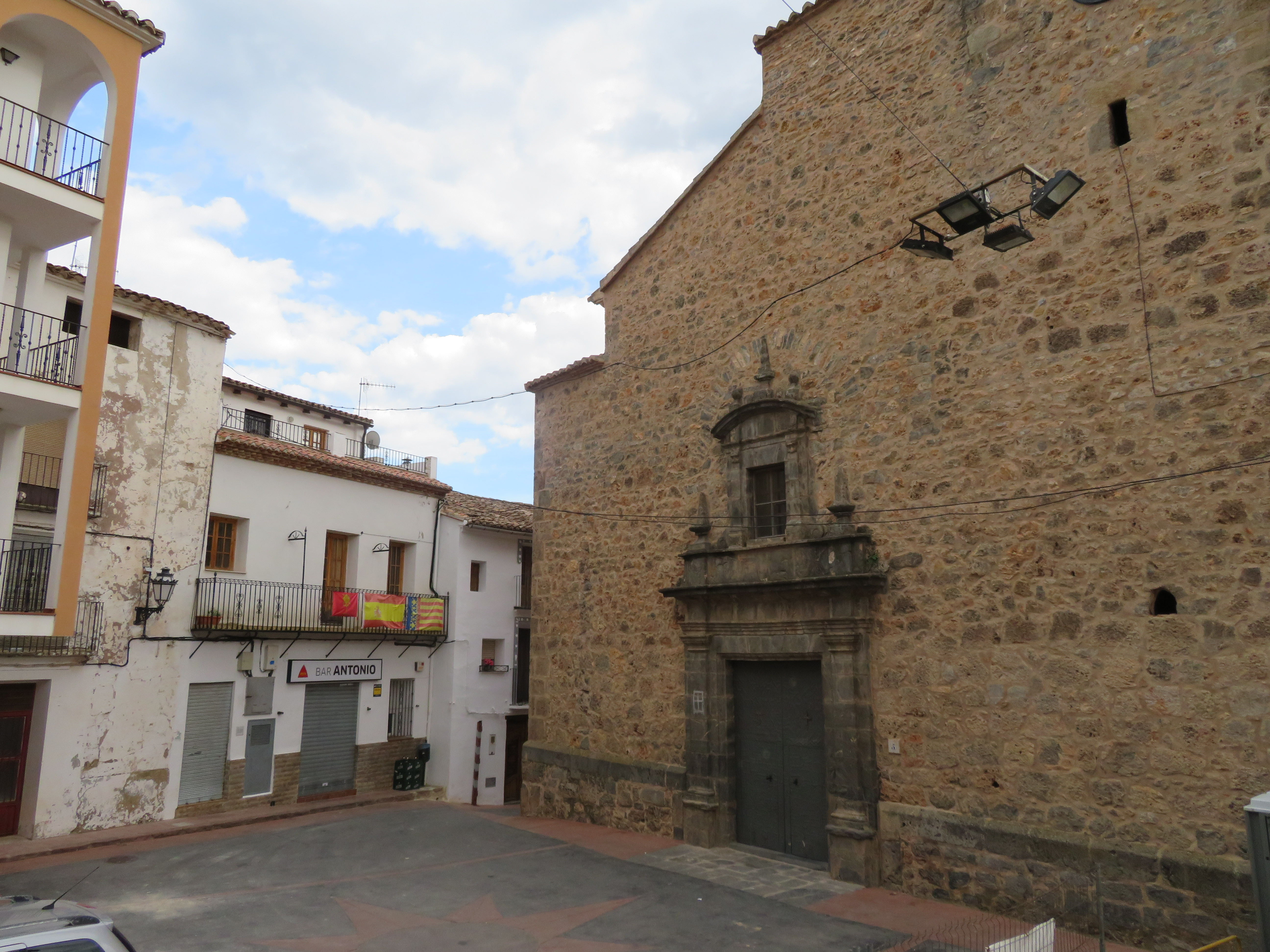
Iglesia Parroquial de San Juan Bautista de Matet (Castellón).

Pueden observarse pinturas originales de formas geométricas (rectángulos con rombos interiores) con los atributos marianos (torre de marfil, flor de lis, corona, estrella de ocho puntas, letras M cruzadas y entrelazadas…).
Por último, el altar se dispone en el lado de la epístola y presenta unas reducidas dimensiones, pudiéndose clasificar dentro del estilo neoclásico.